# Station Fréjus-Saint-Raphaël
Station Fréjus-Saint-Raphaël is een spoorwegstation in de Franse gemeente Fréjus.